# Sin egen lykkes med
Sin egen lykkes med er en amerikansk stumfilm fra 1918 af Charles Brabin.

## Medvirkende
- Francis X. Bushman - Peter Warburton
- Beverly Bayne - Virginia Parke
- Charles Sutton - Henry Burgess
- Gerald Griffin - Michael McGroghan
- Jessie Stevens - Bridget McGroghan